# Nils Granfelt
Nils Daniel Granfelt (Stoccolma, 17 febbraio 1887 – Nacka, 21 luglio 1959) è stato un ginnasta svedese.

## Palmarès

### Olimpiadi
- 1 medaglia:
  - 1 oro (Stoccolma 1912 nel concorso svedese a squadre)